# خوسيه مارتينز (كاهن كاثوليكي)
خوسيه مارتينز (بالبرتغالية: José Saraiva Martins‏) (و. 1932  م) هو كاهن كاثوليكي برتغالي.

## مناصب
تولى منصب كاردينال (21 فبراير 2001–9 يوليو 2008)
- أسقف كاثوليكي (منذ 2 يوليو 1988)
- رئيس أساقفة فخري  [لغات أخرى]‏

.

## التعليم
تعلم في الجامعة الغريغورية الحبرية، وتعلم في جامعة القديس توما الأكويني البابوية
.

## جوائز
حصل على جوائز منها:
- الصليب الأعظم للنيشان العسكري للقديس يعقوب صاحب السيف (11 مايو 2010)[8][9]
- الصليب الأعظم للنيشان العسكري للمسيح (21 ديسمبر 1990)[8][9]